# Мухарівська сільська рада
Му́харівська сільська́ ра́да — адміністративно-територіальна одиниця та орган місцевого самоврядування у Славутському районі Хмельницької області. Адміністративний центр — село Мухарів.

## Загальні відомості
Мухарівська сільська рада утворена в 1927 році.
- Територія ради: 1,9 км²
- Населення ради: 701 особа (станом на 2001 рік)

## Населені пункти
Сільській раді підпорядковані населені пункти:
- с. Мухарів
- с. Улянівка

## Склад ради
Рада складається з 12 депутатів та голови.
- Голова ради: Поліщук Григорій Ростиславович
- Секретар ради: Ліщук Анатолій Петрович

### Керівний склад попередніх скликань
| Прізвище, ім'я, по батькові    | Основні відомості                                                               | Дата обрання | Дата звільнення |
| ------------------------------ | ------------------------------------------------------------------------------- | ------------ | --------------- |
| Захарчук Микола Степанович     | Сільський голова, 1951 року народження, член Партії регіонів                    | 26.03.2006   | 31.10.2010      |
| Поліщук Григорій Ростиславович | Сільський голова, 1953 року народження, освіта середня спеціальна, безпартійний | 31.10.2010   |                 |

Примітка: таблиця складена за даними сайту Верховної Ради України

### Депутати
За результатами місцевих виборів 2010 року депутатами ради стали:

#### За суб'єктами висування
| Суб'єкт висування           | Кількість обраних депутатів | %    |
| --------------------------- | --------------------------- | ---- |
| Комуністична партія України | 4                           | 33,3 |
| Народна партія              | 4                           | 33,3 |
| Самовисування               | 4                           | 33,3 |

#### За округами
| № округу                    | Прізвище, ім'я, по батькові      | Дата визнання обраним | Освіта             | Партійна приналежність | Відомості про обраного депутата                                         |
| --------------------------- | -------------------------------- | --------------------- | ------------------ | ---------------------- | ----------------------------------------------------------------------- |
| Комуністична партія України |                                  |                       |                    |                        |                                                                         |
| 3                           | Суха Леся Ростиславівна          | 01.11.2010            | середня спеціальна | позапартійна           | Мухарівська сільська рада, бухгалтер                                    |
| 4                           | Бордюк Ніна Миколаївна           | 01.11.2010            | середня            | позапартійна           | тимчасово не працює                                                     |
| 6                           | Петрук Валентина Олексіївна      | 01.11.2010            | середня спеціальна | позапартійна           | Славутська ЦРБ, бібліотекар                                             |
| 7                           | Почашинський Анатолій Вікторович | 01.11.2010            | середня            | позапартійний          | тимчасово не працює                                                     |
| Народна Партія              |                                  |                       |                    |                        |                                                                         |
| 2                           | Ліщук Надія Василівна            | 01.11.2010            | середня            | член Народної партії   | Управління праці та соціального захисту населення, соціальний працівник |
| 9                           | Антонюк Петро Іванович           | 01.11.2010            | середня спеціальна | член Народної партії   | тимчасово не працює                                                     |
| 10                          | Юркевич Олена Володимирівна      | 01.11.2010            | середня            | член Народної партії   | Мухаріввський будинок культури, директор будинку культури               |
| 11                          | Почашинська Тетяна Василівна     | 01.11.2010            | вища               | член Народної партії   | Мухарівська загальноосвітня школа I-III ст., директор школи             |
| Самовисування               |                                  |                       |                    |                        |                                                                         |
| 1                           | Мартинюк Микола Борисович        | 01.11.2010            | вища               | член Партії регіонів   | Мухарівська загальноосвітня школа I-III ст., вчитель фізичної культури  |
| 5                           | Ковальчук Андрій Анатолійович    | 01.11.2010            | середня спеціальна | позапартійний          | Мухарівський фельдшерсько-акушерський пункт, молодший мед.брат          |
| 8                           | Балаушко Олег Петрович           | 01.11.2010            | середня            | позапартійний          | тимчасово не працює                                                     |
| 12                          | Ліщук Анатолій Петрович          | 01.11.2010            | середня спеціальна | позапартійний          | Мухарівська сільська рада, секретар                                     |

## Господарська діяльність
Основним видом господарської діяльності сільської ради є сільськогосподарське виробництво.

## Населення
Згідно з переписом УРСР 1989 року чисельність наявного населення сільської ради становила 1773 особи, з яких 780 чоловіків та 993 жінки.
За переписом населення України 2001 року в сільській раді мешкало 697 осіб.

### Мова
Розподіл населення за рідною мовою за даними перепису 2001 року:
| Мова       | Відсоток |
| ---------- | -------- |
| українська | 99,86 %  |
| російська  | 0,14 %   |